# Coveney
Coveney – wieś w Anglii, w hrabstwie Cambridgeshire, w dystrykcie East Cambridgeshire. Leży 25 km na północ od miasta Cambridge i 104 km na północ od Londynu.